# أورلاندو براون (ممثل)
أورلاندو براون (بالإنجليزية: Orlando Brown) مواليد 4 ديسمبر 1987 في لوس أنجلوس، هو ممثل أمريكي بدأ مسيرته الفنية عام 2003.

## الأعمال
- مويشا
- مالكولم وإيدي
- فاملي ماتتيرس
- فلمور
- ذاتس سو رايفن

## وصلات خارجية
- أورلاندو براون على موقع IMDb (الإنجليزية)
- أورلاندو براون على موقع ألو سيني (الفرنسية)
- أورلاندو براون على موقع ميوزك برينز (الإنجليزية)
- أورلاندو براون على موقع أول موفي (الإنجليزية)
- أورلاندو براون على موقع إن إن دي بي (الإنجليزية)
- أورلاندو براون على موقع ديسكوغز (الإنجليزية)
- أورلاندو براون على موقع قاعدة بيانات الفيلم (الإنجليزية)
- أورلاندو براون على موقع كينوبويسك (الروسية)